# West-Vlaamse Sluitingsprijs Zwevezele
De West-Vlaamse Sluitingsprijs te Zwevezele, ook bekend als Zwevezele Koers, is een jaarlijkse wielerwedstrijd in het West-Vlaamse Zwevezele die sinds 1949 georganiseerd wordt. Het betreft een kermiskoers die traditioneel begin oktober wordt verreden op een parcours van 9,6 kilometer. In 1956 werd de wedstrijd niet georganiseerd vanwege de begrafenis van de overleden wielerkampioen Stan Ockers. In 1958 was de wedstrijd voorbehouden aan onafhankelijken. De edities van 2020 en 2021 werden niet georganiseerd vanwege de coronapandemie. In 2021 werd de editie vervangen door "De 8 uur van Zwevezele". 

## Lijst van winnaars

### Meervoudige winnaars
| Overwinningen | Renner            | Land      | Jaren                  |
| ------------- | ----------------- | --------- | ---------------------- |
| 4             | Michel Cornelisse | Nederland | 1992, 1994, 1995, 1998 |
| 3             | Omer Braekevelt   | België    | 1950, 1952, 1954       |
| 3             | Gustaaf De Smet   | België    | 1962, 1964, 1965       |
| 2             | Henri Denys       | België    | 1953, 1955             |
| 2             | Noël Foré         | België    | 1960, 1963             |
| 2             | Jacques Hanegraaf | Nederland | 1983, 1987             |
| 2             | Geert Omloop      | België    | 2002, 2009             |

### Overwinningen per land
| Overwinningen | Land                                                        |
| ------------- | ----------------------------------------------------------- |
| 51            | België                                                      |
| 15            | Nederland                                                   |
| 2             | Australië                                                   |
| 1             | Frankrijk, Noorwegen, Verenigde Staten, Verenigd Koninkrijk |